# Hily
 (mars 2020).
Pour les articles homonymes, voir Hily (homonymie).

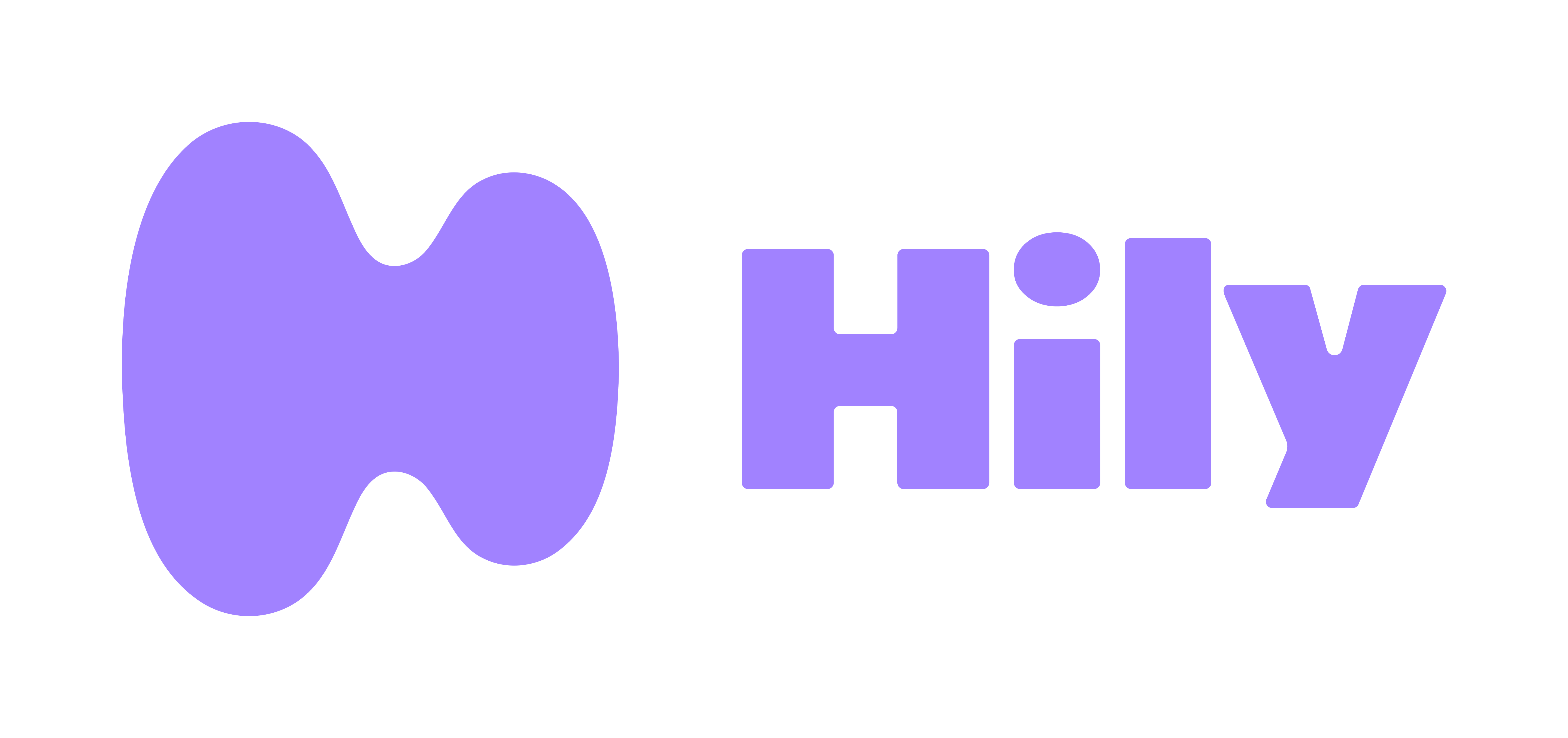

Hily est une application de rencontres en ligne qui utilise l'apprentissage automatique et l' intelligence artificielle pour correspondre à des partenaires potentiels. Nommée selon l'acronyme «Hey, I Like You», l'application est conçue pour recommander des correspondances potentielles en analysant les antécédents, les intérêts et l'activité de l'application des utilisateurs. Les options d'enregistrement de l'appli incluent les hommes, les femmes et les non binaires . 
Hily a été initialement lancée en août 2017  Selon TechCrunch, l'application comptait 35 000 utilisateurs lors de sa phase bêta fermée en octobre 2017  Hily a ensuite acquis des utilisateurs supplémentaires grâce à un partenariat avec Snapchat . En août 2019, l'application comptait 5 millions d'utilisateurs. 

## Histoire
Hily a été cofondée par Yan Pronin  et Alex Pasykov  . Le concept de l'application est né de l'expérience professionnelle de Pronin en analyse et en modélisation statistique .  L'application a été conçue pour connecter des partenaires potentiels basés sur des intérêts similaires, au lieu de l'emplacement géographique et de l'attractivité physique,. Le 14 août 2017, l'application a été lancée aux États-Unis. En mars 2019, elle a également été publiée au Royaume-Uni, en Irlande et en France. 
En août 2019, l'application comptait 5 millions d'utilisateurs et se classait parmi les trois meilleures applications de rencontres dans les dépenses de consommation américaines pour le deuxième trimestre de 2019 ,

## Opération
Hily utilise l'apprentissage automatique et des algorithmes statistiques. Elle analyse des données telles que la profondeur du dialogue, le choix des mots et les goûts mutuels pour identifier les profils avec une forte probabilité de correspondance,. En août 2018, Aime Williams de FT Magazine a déclaré que le suivi par Hily des échanges verbaux des utilisateurs "va plus loin" que les applications de réseautage géosocial des concurrents.  
La plate-forme utilisateur nécessite une vérification de compte via la capture de photos en direct, le téléchargement d'une photo d'une pièce d' identité officielle ou l'intégration des réseaux sociaux. En septembre 2017, Josiah Motley, rédacteur en chef de KnowTechie, a fait référence au processus de vérification de Hily en déclarant: "Bien qu'aucun système ne soit parfait, c'est un pas prometteur dans la bonne direction." 

## Modèle d'affaires
Hily est distribué selon un modèle commercial freemium . L'application est gratuite à télécharger et à utiliser, tandis que des fonctionnalités supplémentaires sont accessibles via un plan d'abonnement payant.  